# Karl-Heinz Hopp
Karl-Heinz Hopp (ur. 20 listopada 1936 w Olsztynie, zm. 11 lutego 2007 w Palingen) – niemiecki wioślarz reprezentujący RFN, mistrz olimpijski.

## Kariera
Treningi wioślarskie rozpoczął w czasie nauki w gimnazjum Katharineum w Lubece. Podjął następnie studia prawnicze na Uniwersytecie Chrystiana Albrechta w Kilonii; trafił w tym okresie pod opiekę trenerską Karla Adama w klubie z Ratzeburga.
Wystąpił na igrzyskach olimpijskich w Rzymie w 1960, gdzie Wspólna Reprezentacja Niemiec w składzie: Manfred Rulffs, Walter Schröder, Frank Schepke, Kraft Schepke, Karl-Heinrich von Groddeck, Karl-Heinz Hopp, Klaus Bittner, Hans Lenk i Willi Padge zdobyła złoty medal. W finale o 4,34 sekundy wyprzedzili Kanadyjczyków i o 7,66 sekundy osadę Czechosłowacji. Był to jego jedyny start olimpijski.
Ponadto zdobył złoty medal w czwórkach bez sternika na mistrzostwach Europy w Poznaniu (1958) i mistrzostwach Europy w Pradze (1961) oraz w ósemkach na mistrzostwach Europy w Mâcon (1959).
Odznaczony Srebrnym Liściem Laurowym. W 1962 rozpoczął studia weterynaryjne, po ich ukończeniu pracował w zawodzie weterynarza w Hamburgu. Jego zainteresowania sportowe nie ograniczały się do wioślarstwa, był reprezentantem Niemiec w pięcioboju nowoczesnym, m.in. był rezerwowym zawodnikiem na olimpiadzie w Tokio w 1964. Od 1992 mieszkał w Palingen w Meklemburgii, gdzie posiadał stadninę koni.
Zmarł w lutym 2007 po ciężkiej chorobie, miesiąc po śmierci Manfreda Rulffsa, który w złotej niemieckiej ósemce z Rzymu był szlakowym.